# Apodanthaceae
Apodanthaceae – rodzina o niejasnej pozycji taksonomicznej w obrębie okrytonasiennych. Obejmuje w zależności od ujęcia systematycznego od 2 do 3 rodzajów, liczących co najmniej 23 gatunki. Rodzaj Apodanthes występuje w Ameryce Środkowej. Szeroko rozprzestrzeniony jest rodzaj Pilostyles, którego zasięg obejmuje niemal całą Amerykę Południową i Środkową, sięgając na północy po Kalifornię. Rośnie poza tym w południowo-zachodniej Azji i w południowo-zachodniej Australii. Zaliczane do niego są także rośliny występujące w tropikalnej Afryce, wyodrębniane przez niektórych autorów w osobny rodzaj Berlinianche. Przedstawiciele rodziny są pasożytami wewnętrznymi głównie roślin z rodzin bobowatych i wierzbowatych.

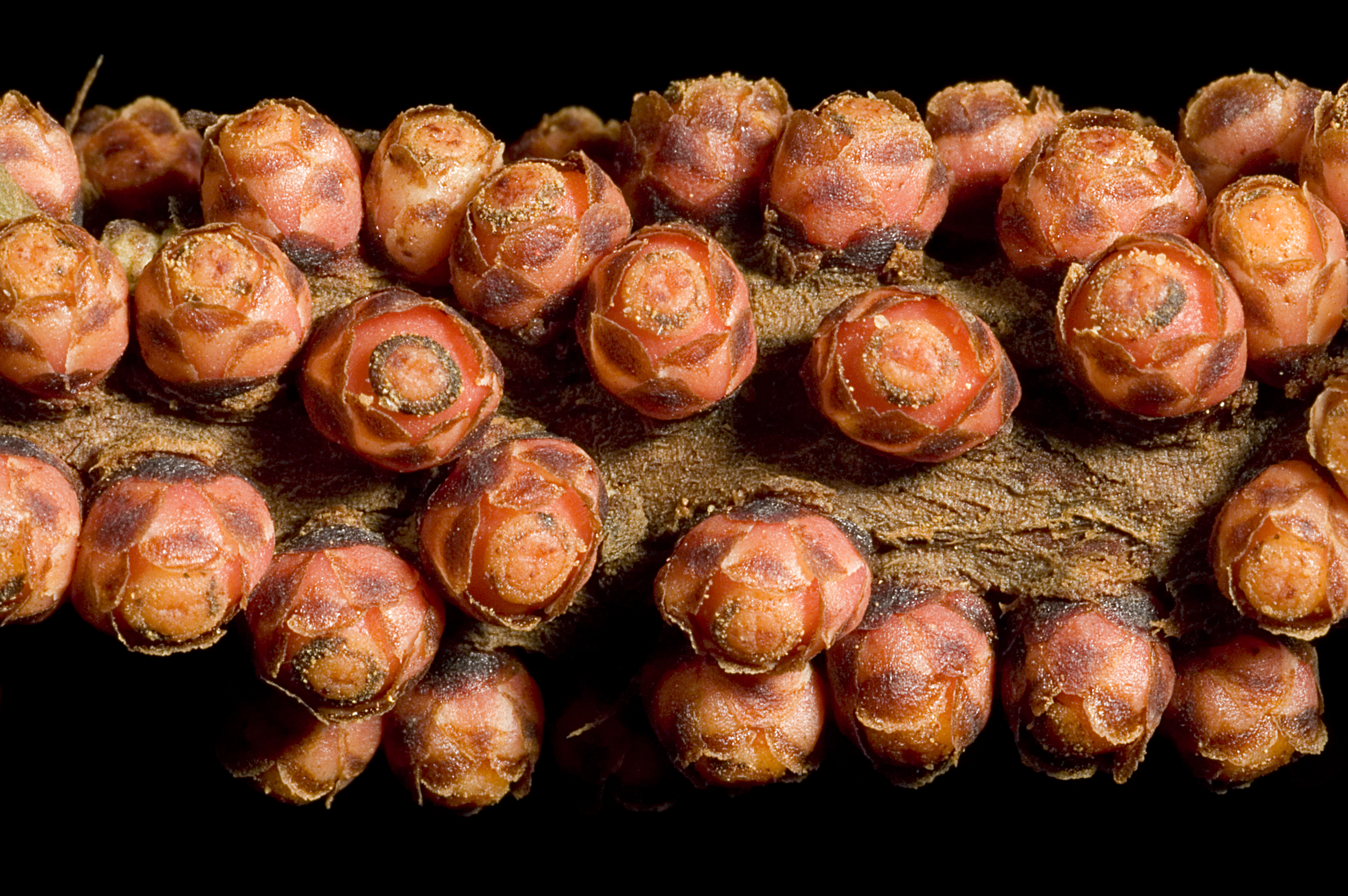
Kwiaty Pilostyles coccoidea

## Morfologia
Rośliny bezzieleniowe o organach wegetatywnych stanowiących nitkowate pasma komórek przypominających strzępki grzybni i rozwijających się wewnątrz organizmu żywiciela. Na zewnątrz rośliny te widoczne są tylko podczas kwitnienia, kiedy to na pędach żywiciela wytwarzają rzędami niemal siedzące, drobne kwiaty (do 5 mm długości) wsparte łuskowatymi liśćmi. Kwiaty są jednopłciowe (rośliny są jedno- lub dwupienne). Organy generatywne otoczone są trzema okółkami zawierającymi od 2 do 6 łuskowatych listków, z których wewnętrzny jeden lub dwa stanowią okwiat. Łuski te są czerwone do brązowych u Pilostyles i żółte, pomarańczowe, czerwone do brązowych u Apodanthes. W kwiatach męskich pręciki zrośnięte są w rurkę otaczającą zredukowany i bezpłodny słupek. W kwiatach żeńskich słupek składa się z czterech zrosłych owocolistków, przy czym zalążnia jest dolna i jednokomorowa. Słupek jest tęgi i krótki, zwieńczony półkolistym znamieniem. W obu rodzajach kwiatów obecny jest dysk miodnikowy. Owocem jest jagoda zawierająca liczne, drobne nasiona.

## Biologia
Rośliny z tej rodziny są pasożytami wewnętrznymi (endofitami) występującymi wewnątrz nadziemnych pędów i korzeni przedstawicieli rodzin bobowatych i wierzbowatych, a także osoczynowatych i meliowatych. Kwiaty zapylane są przez muchówki i prawdopodobnie przez osy. Nasiona rozprzestrzeniane są przez zwierzęta spożywające owoce (zoochoria).

## Systematyka
Jak w przypadku wielu roślin pasożytniczych o zredukowanych i niezbyt zróżnicowanych organach – ich klasyfikacja systematyczna przysparza wielu kłopotów. Pierwotnie należące tu rośliny łączono po prostu wraz z innymi pasożytami w rodzinę bukietnicowatych (Rafflesiaceae), ewentualnie w randze rodziny zaliczano do rzędu Rafflesiales. W systemie APG II (2003) i APG III (2009) rodzina ma niejasną pozycję (incertae sedis) w obrębie okrytonasiennych. Wiele wskazuje jednak na pokrewieństwo tych roślin z przedstawicielami dyniowców (Cucurbitels) i według APweb tu powinny być zaliczane, choć nadal niejasne pozostają dokładne relacje filogenetyczne w obrębie rzędu.
Wykaz rodzajów
- Apodanthes Poit.
- Berlinianche (Harms) Vattimo-Gil
- Pilostyles Guill.